# Ramadasa
Ramadasa là một chi bướm đêm thuộc họ Erebidae.

## Loài
- Ramadasa crystallina Lower, 1899
- Ramadasa fumipennis Warren, 1916
- Ramadasa pavo Walker, 1856
- Ramadasa cây mậnbeola Warren, 1916
- Ramadasa pratti Bethune-Baker, 1908